# Stomme viool

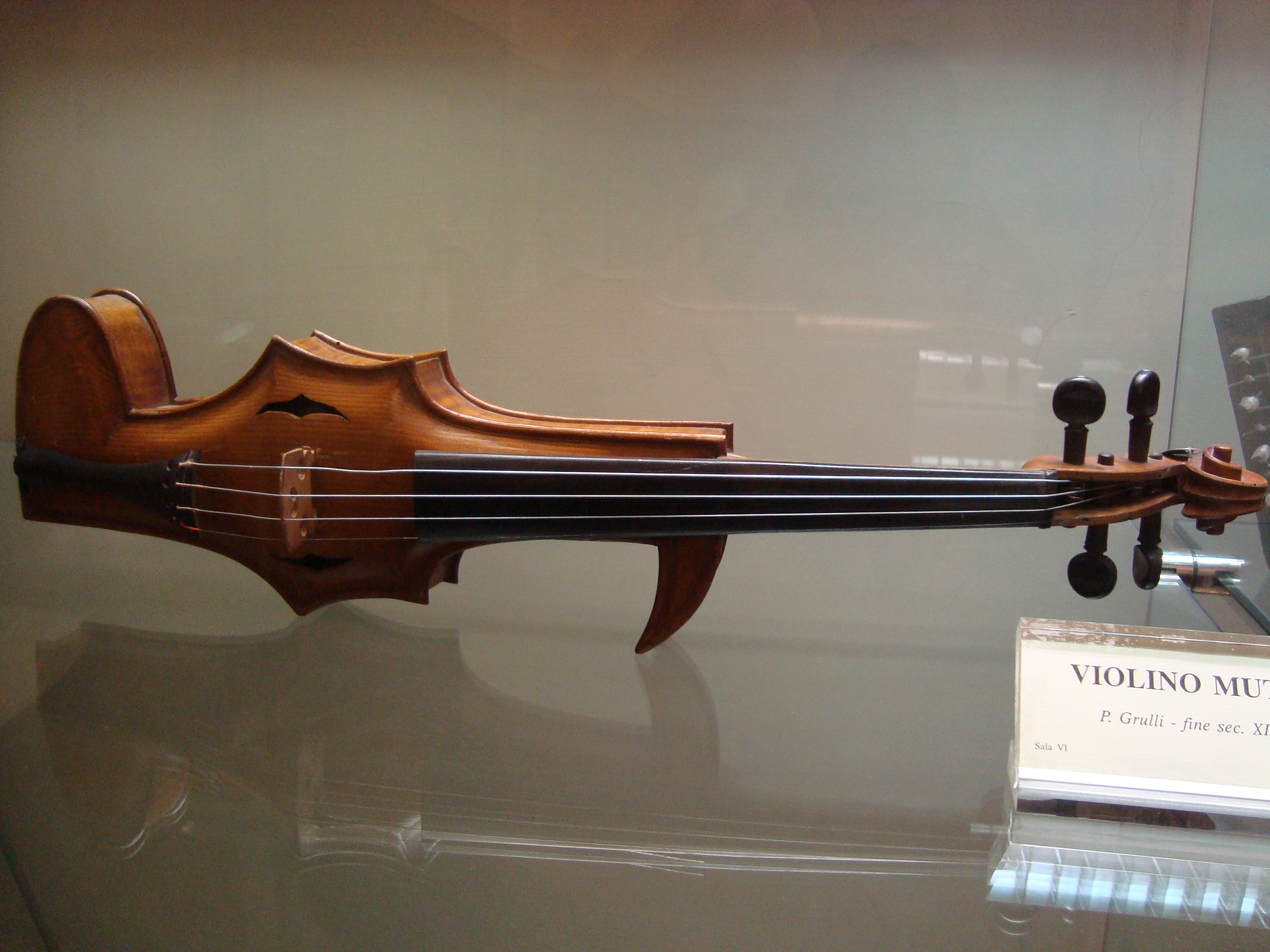
Een stomme viool, gebouwd door P. Grulli op het eind van de 19e eeuw, aanwezig in de collectie van het Nationaal muziekinstrumentenmuseum in Rome

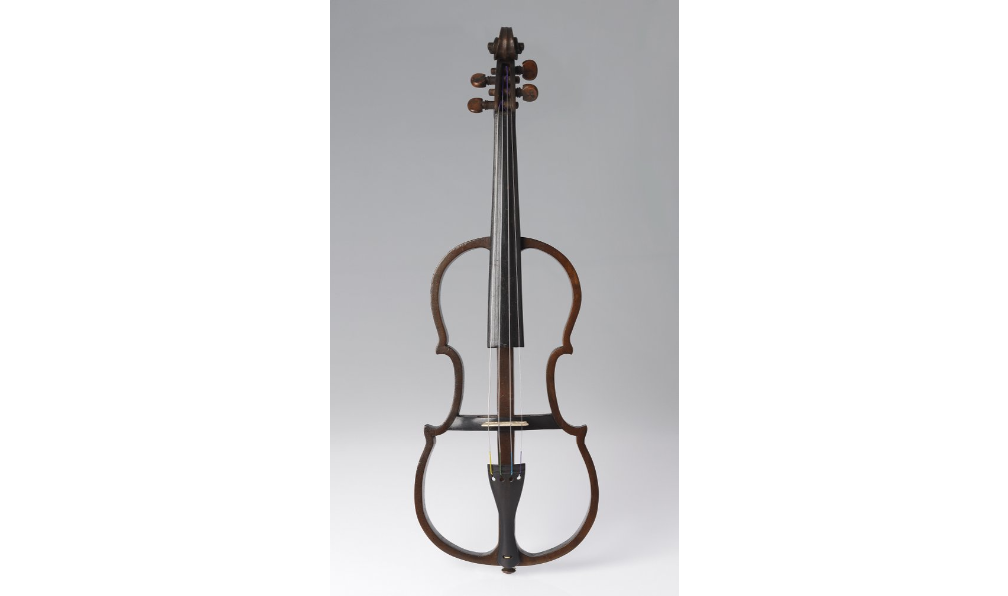
Een stomme viool in de collectie St Cecilias Hall.

De stomme viool is een viool zonder of met een heel ondiepe klankkast. Het instrument heeft een zachte, schrale toon. De stomme viool wordt wel ingezet als oefeninstrument in een omgeving waarin het geluid van de viool als hinderlijk wordt ervaren. Het instrument bestond al in de 18e eeuw - Leopold Mozart maakt er melding van in zijn boek Versuch einer gründlichen Violinschule van 1756 - maar echt ingeburgerd is het instrument nooit geraakt.

## Violofoon
In de eerste helft van de twintigste eeuw werd de stomme viool weleens gekoppeld aan een spreektrompet. Het resultaat werd violofoon genoemd. Dit instrument klinkt juist extra luid. Het werd gebruikt in de plaats van een viool bij de platenopnamen van die tijd. Het kwam beter over dan een echte viool. Toen de opnametechnieken beter werden, raakte het instrument in onbruik.

## Elektrische versies
In de jaren negentig van de twintigste eeuw kwamen versies van de stomme viool op de markt die waren voorzien van elektronica. Een voorbeeld is de ‘silent violin’ van Yamaha Corporation, die kan worden aangesloten op een koptelefoon, een versterker of opnameapparatuur.
De Amerikaanse performance-artieste Laurie Anderson experimenteert vaak met dit soort violen.

## Een toepassing
Willem Pijper schreef de partij van de eerste viool in zijn eerste strijkkwartet van 1914 voor de stomme viool. In een opname van de vijf strijkkwartetten van Pijper uit 1994 door het Schönberg Kwartet (Olympia OCD 457) werd het effect van de stomme viool nagebootst door een extra zware sordino op een ‘gewone’ viool te zetten.